# Tokyo Juliet
Tokyo Juliet (cinese tradizionale: 東方茱麗葉; pinyin: Dongfang Zhuliye) è un Drama taiwanese del 2006, i cui attori principali sono Ariel Lin e Wu Zun dei Fahrenheit. La serie televisiva è basata sul manga giapponese Tokyo Juliet, di Miyuki Kitagawa. Nel periodo in cui il drama fu girato, Wu Zun era alle prime armi come attore e non si era ancora impratichito col cinese, così è stato doppiato da Yang Shixuan.

## Cast
- Ariel Lin: Lin Lai Sui (林瀨穗)
- Wu Chun (吳尊): Ji Feng Liang (紀風亮)
- Bryant Chang: Ah Si
- Simon Yam: Chu Xing (褚形)
- Tang Zhi Ping (唐治平): Ai Li Ou (艾利歐)
- Huang Hong Sheng (黃鴻升): Lu Yi Mi (陸一彌)
- Tomohisa Kagami (加賀美智久): Ke Xing (克行)
- Lu Jia Xin (路嘉欣): Gan Li Sha (甘理沙)
- Janel Tsai (蔡淑臻): Gao Gang Quan (高岡泉)
- Cai Yi Zhen (蔡宜臻): Pei Mei Zi (裴美子)
- Wu Jun Qiang (吳君強): Guang Xi (光希)
- Alexia Gao: You Qi

## Trama
Essendosi persa ad una festa, la piccola Lin Lai Sui incontra un ragazzino che la consola dallo spavento di non ritrovare più i suoi genitori. Lui le fa dei complimenti sui capelli accarezzandoglieli, e dicendo che sono lunghi e lisci come quelli di una bambola. Da quel momento, la ragazzina ha continuato a pensare a lui come il suo primo amore e non ha mai smesso di farsi crescere i capelli, sperando di incontrarlo ancora.
Lin Lai Sui (Ariel Lin) è una stilista in erba, la cui collezione di vestiti "Daisy", che aveva disegnato quando aveva appena 5 anni, è stata rubata dal 'genio' della moda Chu Xing (Simon Yam). La piccola Sui crede che questo furto è stata la causa della separazione dei suoi genitori, perché loro amavano recitare vestendo gli abiti della collezione "Daisy".  Alla cerimonia di apertura dell'università Bao Cheng Institute, la ragazza ormai cresciuta tiene un discorso in cui sfida ed imbarazza in pubblico Chu Xing, promettendo che diventerà una stilista molto più famosa e di successo di lui, e causerà il suo fallimento. In privato, Sui promette anche a se stessa che non si sarebbe innamorata finché non avesse mantenuto il voto fatto pubblicamente al mondo della moda. Tuttavia, cambia presto opinione quando incontra un popolare, attraente, civettuolo, vezzoso studente più grande, Ji Feng Liang (Wu Chun).  Con sua grande costernazione, la ragazza scopre che egli è nientemeno che l'unico figlio di Chu Xing, ma anche quel ragazzino che aveva conosciuto molti anni prima alla festa nella quale si era persa! Ci sono molte sorprese in serbo per Sui durante la sua crociata per deviare i piani di Chu Xing per rovinarla, mentre tenta di mantenere una relazione stabile con Liang. Eppure, niente è sicuro nel mondo della moda, tantomeno la castità.

## Colonna sonora
1. Garden Sister - "Upwind" (逆風)
2. Fahrenheit (feat. Hebe) "Only Have Feelings For You" (只對你有感覺)
3. Ariel Lin - "That's You Without a Doubt" (非你莫屬)
4. Z-Chen - "Tree of Love" (愛情樹)
5. Fahrenheit - "To Own" (佔有)
6. Kaira Gong - "Can't Let Go" (放不下)
7. Z-Chen - "Healing" (痊癒)
8. "Night Flight" - Versione strumentale di "Upwind" (逆風 演奏曲)
9. "Cloud-Covered Storm" - Fashion Show Accompaniment (雲裳風暴 Fashion Show 配樂)
10. "The Script of Happiness" - Versione strumentale di "I'm No One's But Yours" (幸福的手稿-非你莫屬演奏曲)
11. "Cheongsam" - Cheongsam Show Accompaniment (旗袍 旗袍Show 配樂)
12. "Juliet's Tears" (茱麗葉的眼淚) - Versione strumentale di "I'm No One's But Yours" (非你莫屬 演奏曲)
13. "The Stage of Love" - Bossanova Show Accompaniment (愛的伸展台 Bossanova Show 配樂)

Sigla di apertura: Ni Feng delle Garden Sister

Sigla di chiusura: Nobody but You (非你莫屬) di Ariel Lin